# Билет на поезд
«Билет на поезд» (англ. Ticket to Ride) — настольная игра, придуманная Аланом Муном (Alan R. Moon), впервые опубликована в 2004 году издательством Days of Wonder. Оригинальное название — Ticket to Ride (Англия, США); известна также под названиями Les Aventuriers du rail (Франция) и Zug um Zug (Германия).
Игра получила следующие награды: Spiel des Jahres 2004 и Origins Award в номинации Лучшая настольная игра 2004, Diana Jones award 2005, As d'Or 2005, второе место в Schweizer Spielepreis 2004 в номинации Семейные игры. Ticket to Ride: Europe получила в 2005 году премию International Gamers Awards, а также премии Лучшая семейная игра 2007 и Игра Года 2007 по версии сайта BoardGamer.Ru. Согласно данным издательства по всему миру продано более 3 млн. копий игры.

## Правила игры

### История
Игра рассчитана на 2-5 игроков.
Действие происходит в Соединённых Штатах Америки и Канаде, игроки строят железную дорогу, связывая города.

### Инвентарь
Для игры необходимы следующие предметы:
- игровое поле (карта США и юга Канады с нанесёнными городами и прочерченными путями железных дорог);
- набор карточек «Вагон»:
  - 11 карточек «Цветной Вагон» каждого из восьми представленных в игре цветов: белый, чёрный, жёлтый, зелёный, синий, красный, оранжевый и фиолетовый;
  - 12 карточек «Паровоз»;
- набор карточек «Маршрут» (карточка с названиями двух городов, которые необходимо соединить непрерывной железной дорогой);
- 5 наборов фишек следующих цветов: белый, чёрный, жёлтый, синий, красный:
  - 45 фишек «Вагон»;
  - 1 фишка для подсчёта очков;
- карточка «Самый Длинный Маршрут»;

### Подготовка к игре
Каждый игрок получает втайне от других игроков три карточки миссий.
Изучив полученные миссии, игрок имеет право сдать в банк некоторые из них. При этом он обязан оставить себе минимум две карточки «Миссия».
Затем каждый игрок получает в закрытую 4 карточки «Вагон». Ещё 5 карточек «Вагон» в открытую кладутся на стол (мы будем называть эти карточки «Стол»), оставшиеся карточки кладутся стопкой в закрытую (мы будем называть эти карточки «Колода»).

### Цель игры
Цель игры — получить больше всего очков. Очки получаются следующим образом:
- за постройку сегмента дороги:
  - сегмент в 1 отрезок приносит построившему его игроку 1 очко;
  - сегмент в 2 отрезка приносит построившему его игроку 2 очка;
  - сегмент в 3 отрезка приносит построившему его игроку 4 очка;
  - сегмент в 4 отрезка приносит построившему его игроку 7 очков;
  - сегмент в 5 отрезков приносит построившему его игроку 10 очков;
  - сегмент в 6 отрезков приносит построившему его игроку 15 очков;

- за выполнение миссии в конце игры игроку начисляется количество очков, указанное на карточке миссии (при невыполнении миссии такое же количество очков снимается с игрока);
- 10 призовых очков начисляется в конце игры игроку, построившему самую длинную непрерывную дорогу;

### Ход
За ход игрок может сделать одно (и только одно) из следующих действий:
- построить один сегмент дороги;
- добрать карточек «Вагон»;
- добрать карточек «Миссия»;

#### Постройка сегмента дороги
Для того, чтобы построить один из нанесённых на карту сегментов железной дороги, игрок должен заплатить соответствующее длине сегмента число карточек «Цветной Вагон» соответствующего цвета.
При оплате разрешается заменить некоторое количество карточек «Цветной Вагон» карточками «Паровоз».
Для постройки сегмента серого цвета игрок может выбрать цвет, карточками которого он будет оплачивать постройку. То есть для постройки серого сегмента длиной в три отрезка игрок может заплатить 3 белые карточки «Цветной Вагон» или три чёрные карточки (часть из этих карточек может быть заменена карточками «Паровоз»), но не набором из двух белых и одной чёрной карточки.
Заплатив за постройку, игрок выставляет фишки «Вагон» своего цвета на поле, помечая таким образом построенную им дорогу.
Карточки «Вагон», использованные для оплаты постройки, возвращаются в банк.
Сегмент дороги может принадлежать только одному игроку. Некоторые пары городов связаны парой сегментов (мы будем называть такие сегменты «Параллельными»). Параллельные сегменты могут быть построены независимо друг от друга со следующими ограничениями:
- Игрок, построивший один из параллельных сегментов, не может построить второй из этой же пары;
- При игре вдвоём или втроём постройка одного из параллельных сегментов аннулирует возможность строить параллельный ему второй сегмент.

#### Набор карточек «Вагон»
За один ход игрок имеет право взять две карточки «Вагон».
Первую карточку игрок может взять как со стола, так и из колоды (верхнюю карточку, вслепую).
Взятая со стола карточка немедленно заменяется верхней карточкой из колоды.
Если игрок берёт со стола карточку «Паровоз», он лишается права брать вторую карточку на этом ходу.
Вторую карточку игрок снова берёт либо со стола, либо из колоды, но при этом он не имеет права брать со стола карточки «Паровоз».
Внимание: если в ходе на столе оказывается 3 карточки «Паровоз», все 5 карточек возвращаются в банк, а на стол выкладываются 5 верхних карточек из колоды.

#### Набор карточек «Миссия»
Во время своего хода игрок имеет право взять 3 новых карточки «Миссия». Изучив их содержание, он имеет право вернуть некоторое количество из них, но обязан оставить себе как минимум одну карточку.
В ходе игры, если миссии пройдены и осталось более 2 вагончиков, игрок берет 3 миссии и далее выполняет их.

### Конец игры
Если после хода у игрока осталось  2 или менее фишек «Вагон», он объявляет «Последний Круг».
После этого все игроки могут сделать ещё по одному ходу (последний ход делает игрок, объявивший последний круг), и приступают к подсчёту очков.
Игрокам засчитываются очки за каждую выполненную миссию и снимаются за каждую невыполненную.
Игрок, построивший самую длинную непрерывную дорогу, получает дополнительные 10 очков.

## Варианты и расширения игры

### Малые расширения Американской версии

#### Америка 1910
Расширение включает в себя новые карточки миссий. Игра происходит на карте и по правилам базовой версии.

#### Америка: Мегаполисы
Расширение включает в себя новые карточки миссий, отобранные таким образом, чтобы все миссии начинались или заканчивались в одном из 8 мегаполисов Америки. Игра происходит на карте и по правилам базовой версии.

#### Америка: Большая игра
Расширение использует карточки миссий базовой версии и предыдущих малых расширений. Помимо бонуса за самую длинную дорогу, вводится дополнительный бонус (15 очков) за наибольшее количество выполненных миссий.

### Европейский вариант
Помимо новой карты (Европа), этот вариант вносит следующие изменения в правила:
- Миссии делятся на длинные (6 карточек миссии) и короткие (40 карточек миссии). В начале игры каждый игрок получает по одной длинной и 3 коротких миссии. Как и в базовой версии, игрок оставляет минимум две любые миссии.
- Игроки получают дополнительную возможность хода: постройка станции:
  - Станция строится в одном из городов, нанесённом на карте. В одном городе не может быть более одного вокзала;
  - Игрок может построить за игру до 3-х станций. Стоимость первой станции — одна карточка (любого цвета), второй — две (любого, но одного цвета), третьей — три (любого, но одного цвета);
  - В конце игры каждый игрок получает по 4 очка за каждую неиспользованную станцию;
  - При подсчёте очков игрок может выбрать одну из дорог любого игрока, выходящих из города, где у него построена станция. После чего выбранная им дорога будет засчитываться как для миссий построившего её игрока, так и для миссий игрока, построившего станцию;
- В игре появляются два новых вида сегментов дорог: Паромы и Тоннели:
  - Паромы являются серыми сегментами дорог, один или несколько отрезков из которых помечены знаком «Паровоз». Для постройки такого сегмента необходимо заплатить соответствующее длине сегмента количество карточек, удовлетворяющих базовым требованиям, и включающих в себя карточек «Паровоз» как минимум столько же, сколько отрезков помечено этим знаком;
  - Для постройки тоннеля игрок должен сначала предъявить карточки, которыми он намеревается заплатить за постройку тоннеля (состав карточек определяется базовыми правилами). Затем из колоды снимается и открывается 3 верхних карточки. Каждая карточка «Паровоз» или «Вагон» цвета, карточками которого игрок оплачивает строительство тоннеля, означает трудности при постройке. За каждую обнаруженную трудность игрок обязан доплатить ещё по одной карточке (того же цвета или «Паровоз»). Если игрок не может или не хочет доплачивать, ему возвращаются предъявленные им карточки, постройка объявляется неудавшейся, ход игрока на этом заканчивается. Игрок может выбрать постройку тоннеля исключительно карточками «Паровоз», в таком случае трудности будут добавляться только за обнаруженные карточки «Паровоз»;
- На игровом поле появляется дорога длиной в 8 сегментов. За постройку такой дороги игрок получает 21 очко.

### Немецкий вариант
Помимо новой карты (Германия), этот вариант вносит следующие изменения в правила:
- Миссии разделяются на длинные и короткие:
  - В начале игры они разделяются на две отдельные стопки. Игрок может выбрать, сколько карточек «Длинная Миссия» и «Короткая Миссия» он хочет получить в начале игры. Так же, как и в базовой версии, он получает 4 карточки, часть из которых он может вернуть в банк, оставив себе как минимум 2;
  - Во время хода игрок может попросить 4 новые карточки «Миссия», указав, сколько карточек какого типа (Длинные и Короткие) он хочет. В сумме игрок получает 4 карточки, одну из которых он обязан оставить;
- Помимо базовых миссий (связывающих два города на карте), вводятся миссии, связывающие город и страну. Для каждой страны есть несколько вариантов вывода в неё железной дороги. Осторожно: маршруты, связывающие города для выполнения миссии, не могут проходить через соседние с Германией страны;
- В игру вводятся новые виды карточек:
  - Карточка «Пассажир» (берётся точно так же, как и обычная карточка «Цветной Вагон»);
  - Карточка «Паровоз +4». Отличия от также присутствующей в игре карточки «Паровоз»:
    - Данная карточка не может использоваться при постройке сегментов менее чем в 4 отрезка;
    - На данную карточку не распространяется ограничение на набор карточки «Паровоз» со стола;
- В игре появляются новые фишки: очки. На каждый город кладётся стопка очков соответствующего цвета:
  - на белые города — белая фишка «2 очка»;
  - на жёлтые города — стопка жёлтых фишек «1 очко», «2 очка» и «3 очка» (снизу вверх, порядок существенен);
  - на красные города — стопка красных фишек «2 очка», «3 очка» и «4 очка»;
  - на чёрный город (Берлин) — стопка чёрных фишек «4 очка», «5 очков», «6 очков» и «7 очков»;
- В игре появляются новые фишки: пассажиры. Каждый игрок получает 3 фишки «Пассажир» своего цвета:
  - Во время постройки сегмента дороги игрок имеет право поставить фишку «Пассажир» в один из двух городов, связанных данным сегментом;
  - В качестве одного из вариантов хода игрок может провезти одного из выставленных на поле своих пассажиров. Для этого он указывает другим игрокам выбранный им маршрут, удовлетворяющий следующим условиям:
    - Маршрут должен быть связным и начинаться на городе, где стоит фишка выбранного игроком пассажира;
    - Маршрут может включать сегменты дороги, построенные данным игроком;
    - Маршрут может включать сегменты дороги, построенные другими игроками, если за каждый из таких сегментов игрок заплатит одну карточку «Пассажир»;
    - Маршрут не может несколько раз включать в себя один сегмент (параллельные дороги считаются за один сегмент), но может несколько раз проходить через один город;
    - Маршрут не может выходить за границы Германии;

  - Проезжая через каждый город, игрок снимает верхнюю фишку очков, стоящую на данном городе (фишка в городе, где стоял пассажир, не берётся). Полученные очки суммируются и начисляются игроку. Немедленно после проезда фишка «Пассажир» снимается с поля и в игре больше не участвует.
- На игровом поле появляется дорога длиной в 7 сегментов. За постройку такой дороги игрок получает 18 очков;

### Швейцарский вариант
Помимо новой карты (Швейцария), этот вариант вносит следующие изменения в правила:
- Игра рассчитана максимум на 3 игроков;
- В игре появляются новый вид сегментов: Тоннели, строящийся по тем же правилам, что и в Европейском варианте игры;
- Карточки «Паровоз» заменяются на карточки «Проходчик Туннелей». На эти карточки не распространяется ограничение, наложенное на набор со стола карточек «Паровоз». Но эти карточки не могут быть использованы при постройке обычных сегментов дороги (не тоннелей);
- Как и в германском расширении, помимо городов, на карту наносятся также некоторые из окружающих Швейцарию стран: Италия, Германия, Франция и Австрия. Эти страны используются при формулировании новых типов миссии:
  - Миссия «Город — страны»: требуется связать указанный город с любой из внешних стран. Для связывания со страной можно использовать любой из показанных на карте внешних путей. При выполнении миссии, если город связан с несколькими внешними странами, игроку начисляется наибольшее из указанных для связанных стран количество очков. При невыполнении миссии у игрока снимается минимальное из указанных на карточке очков;
  - Миссия «Страна — страны» требуется связать указанную страну с любой другой внешней страной. Очки начисляются, как и в предыдущем случае;
- Внимание: железная дорога не может быть связана через внешнюю страну. То есть два сегмента, выходящих в одну и ту же страну (например, Францию), не считаются связанными между собой через эту страну.

### Скандинавский вариант
Помимо новой карты (Скандинавия), этот вариант вносит следующие изменения в правила:
- Игра рассчитана максимум на троих игроков;
- На карточки «Паровоз» не распространяется ограничение на их набор со стола. Относительная дешевизна карточек «Паровоз» компенсируется ограничением на их использование: их невозможно использовать для строительства обычных дорог, только при определённых условиях (см. ниже), при строительстве Паромов и Тоннелей;
- В игре появляются новые типы сегментов: Тоннели и Паромы
  - Строительство Тоннелей слегка отличается от введённых Европейским расширением правил. Предварительную оплату за Тоннель можно вносить либо только карточками указанного цвета, либо только карточками «Паровоз» (в Европейском и Швейцарском варианте позволялось смешивать эти две категории карточек). Окончательная цена Тоннеля определяется аналогично предыдущим версиям игры. В случае необходимости доплаты она может быть произведена карточками «Паровоз»;
  - Строительство Паромов кардинально отличается от введённых Европейским расширением правил. При оплате Парома допускается покупка недостающей цветной карточки карточкой «Паровоз», а также покупка недостающей карточки «Паровоз» тремя любыми цветными карточками. Правила не оговаривают, возможно ли одновременное применение этих правил (что в некоторых случаях сводится к покупке цветной карточки тремя другими цветными карточками);
- На игровом поле вводится дорога длиной в 9 сегментов (27 очков), на которой позволяется покупать недостающие цветные карточки за 4 карточки любого цвета. Правила не оговаривают, возможно ли использование карточек «Паровоз» при покупке недостающих карточек;
- Как и в Швейцарском варианте, в конце игры бонус получает игрок, построивший наибольшее количество миссий;
- Игра выпущена в «зимнем» варианте — вагоны на карточках присыпаны снегом, фишки игроков выполнены в «холодных» цветах;

### Компьютерная версия игры
Существует компьютерная версия игры, включающая в себя Американский, Европейский и Швейцарский варианты. Программа позволяет играть как в одиночку (против компьютера — довольно слабого уровня), так и по сети с другими игроками. Официальные издания всех версий настольной игры включают в себя код доступа на официальный игровой сервер. Этот код действителен в течение 6 месяцев.
В 2008 году выпущено расширение для компьютерной версии игры, в которое вошли три малых расширения для американской версии.

## Награды
- 2004 французская премия Tric Trac — номинация «Игра года»[3];
- 2006 чешская премия Hra Roku — победитель в номинации «Игра года»[4].